# ゴヴニュ
ゴブニュ（Goibhniu, Goibniu）はケルト神話に登場する神である。三神として知られているダーナ神族の工芸の神の一柱で、鍛冶を司る。他に金属細工や鋳造の神クレーニュ、大工の神ルフタがいる。母神ダヌの息子。Gobán Saorはゴヴニュを基にエウヘメリズムによって作り出された架空の人物。

## 鍛冶の神として
魔法の槌を三振りするだけで完璧な武器を製造することができる。工芸の三神の中では最も優れた技術を持っていたとされる。彼の造った武器は必中かつ一撃で致命傷を与えることができると謳われる。ディアン・ケヒトと協力して、ヌアザの銀の腕を造ったとされる。
神々の鍛冶師であるゴブニュたちは、戦場において壊れた武具を奇跡的な速さで直すことで勝利に貢献した。
おそらくは汎ケルト的な信仰を受けていた神である。ウェールズのゴヴァノン（キルッフとオルウェンの登場人物）やローマ的解釈においてウォルカヌスと呼ばれていたガリアの神がこの神に相当する。

## その他の神性
彼は医神としての性質も持っている。体から刺を抜く際に彼の名を唱える古いまじないがアイルランドでは行われていた。
ブルゼンという異界の宿で催される「ゴヴニュの祝宴（Fledh Ghoibhnenn）」では、尽きることのない食べ物が湧き出る大釜や、料理のために屠っても次の日には蘇る豚などがつきもので、彼の振舞う酒（エール）には不老不死の秘術がかかるよう施されているという。
T. F. O'Rahillyは雷の神としてゴブニュはバロールと同一視されるかもしれないと論じた。

## 注
1. ↑  MacKillop 2004 "Gobbán Saor"
2. ↑  グリーン 1997, p. 24.
3. ↑  マイヤー 2001, p. 36.
4. 1 2  MacKillop 2004 "Goibniu"